# Ω-6脂肪酸

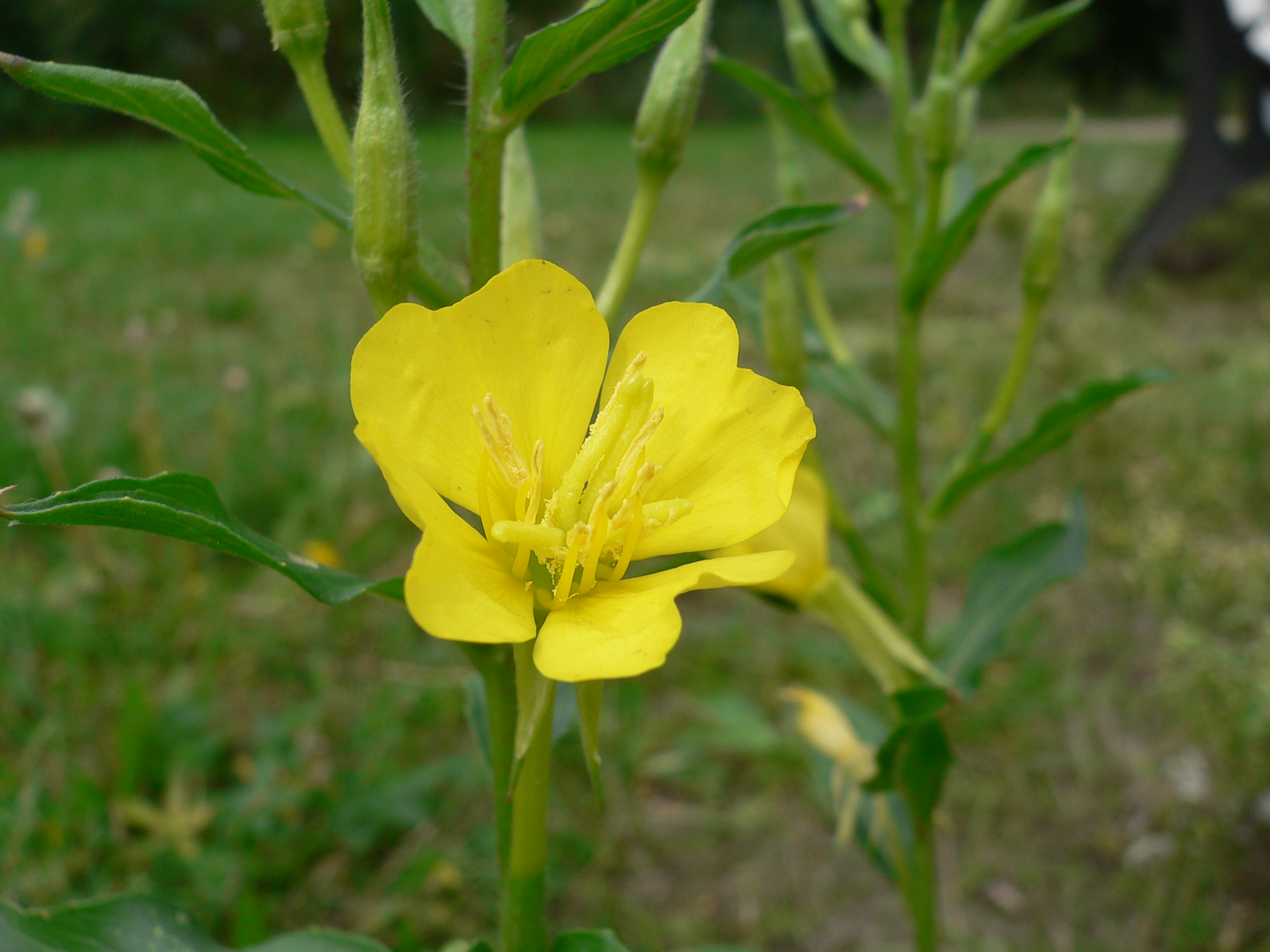

ω-6脂肪酸是一個多元不飽和脂肪酸系列，它屬於必需脂肪酸（essential fatty acids），必須由食物中取得，無法在人體內自行合成。

## 健康的負面影響
一些醫學研究表明，超過於一定含量的Ω-6脂肪酸：Ω-3脂肪酸比值，可能會增加一些疾病的機率。現代西方飲食兩者之間的比值通常超過 10比1，有的甚至高達 30比1。最佳比例被認為是4比1或更低。
過量的Ω-6脂肪酸會干擾Ω-3脂肪酸對健康的益處，因為他們爭奪相同的限速酶 。過高的Ω-6脂肪酸：Ω-3脂肪酸比值，轉移了組織對許多疾病發病機制的生理狀態，比如血栓、炎症等。
長期超量的Ω-6脂肪酸会引起慢性心臟病發作、血栓性中風、心律不整、關節炎、骨質疏鬆症、發炎症、情緒障礙、肥胖與癌症等疾病。用於治療這些疾病的藥物，通常是有效的通過阻斷Ω-6脂肪酸中的花生四烯酸来完成的。從花生四烯酸形成激素的很多步驟，比從Ω-3脂肪酸的二十碳五烯酸 所形成的激素更加强勁。